# Chutes Chilnualna
Pour les articles homonymes, voir Chilnualna.
Les chutes Chilnualna (en anglais : Chilnualna Falls) sont des chutes d'eau américaines situées dans le comté de Mariposa, en Californie. D'une hauteur totale de 212 mètres, ces chutes formées par la Chilnualna Creek relèvent de la Yosemite Wilderness, dans le parc national de Yosemite.